# Titolo di lavorazione
Il titolo di lavorazione o di produzione, è il nome provvisorio dato a un prodotto durante il suo sviluppo. Solitamente è ristretto a film, videogiochi, opere letterarie e musicali.
I motivi per cui al prodotto viene dato un titolo provvisorio sono da ricercarsi soprattutto nell'indecisione ancora prevaricante sul progetto, infatti viene dato nel corso sviluppo, la fase preliminare di una produzione, altresì è vero che spesso viene dato per coprire le reali intenzioni della casa produttrice al riguardo (es. per nascondere al pubblico le riprese di Angeli e demoni, sul set è stato utilizzato il titolo "Obelisk", in questo caso si tratta però di titolo falso).
Nel cinema, i casi più celebri riguardano episodi di saghe cinematografiche, per esempio, durante lo sviluppo di ogni film della serie James Bond il film viene indicato con il numero d'appartenenza e solo dopo confermato il titolo ufficiale (Bond 22 - Quantum of Solace). 
In alcuni casi è successo che il titolo di lavorazione sia stato confermato come scelta ufficiale, in tal caso perché è piaciuto e funziona più di quello inizialmente previsto.